# Weston Favell
Weston Favell är en stadsdel i Northampton, i civil parish Northampton, i distriktet West Northamptonshire, i grevskapet Northamptonshire i England. Weston Favell var en civil parish fram till 1965 när blev den en del av Northampton och Billing. Civil parish hade 5 105 invånare år 1961. Byn nämndes i Domedagsboken (Domesday Book) år 1086, och kallades då Westone.